# Gerrit de Weerd
Gerrit de Weerd studeerde Uitvoerend musicus, met als hoofdvak klarinet, aan het Sweelinck Conservatorium te Amsterdam. Na zijn aantekening kamermuziek aan het Utrechts Conservatorium bij de violist Eli Goren volgde hij een meestercursus bij Karl Leister (soloklarinettist van het Berliner Philharmoniker) en een meestercursus moderne muziek bij The London Synfonietta en Ensemble Modern. Tevens volgde hij directielessen voor harmonie, fanfare en brassband.
Hij was enkele jaren als concertmeester in dienst van de Amsterdamse Politiekapel en heeft regelmatig als solist opgetreden, onder meer in "The Roy Thomson Hall" in Toronto en het Concertgebouw in Amsterdam. Ook zijn er van hem opnamen gemaakt met onder andere werken van Berio, Escher, Debussy en speelde hij in diverse kamermuziekensembles.
Momenteel is hij werkzaam als freelance musicus. Hij was concertmeester van "The Amsterdam Wind Orchestra", dirigeert verschillende orkesten en ensembles en geeft les bij diverse instellingen onder andere bij muziekschool R.M.A. in Amersfoort en Muziek en Dans in Waalwijk.